# Gertrud Förstel

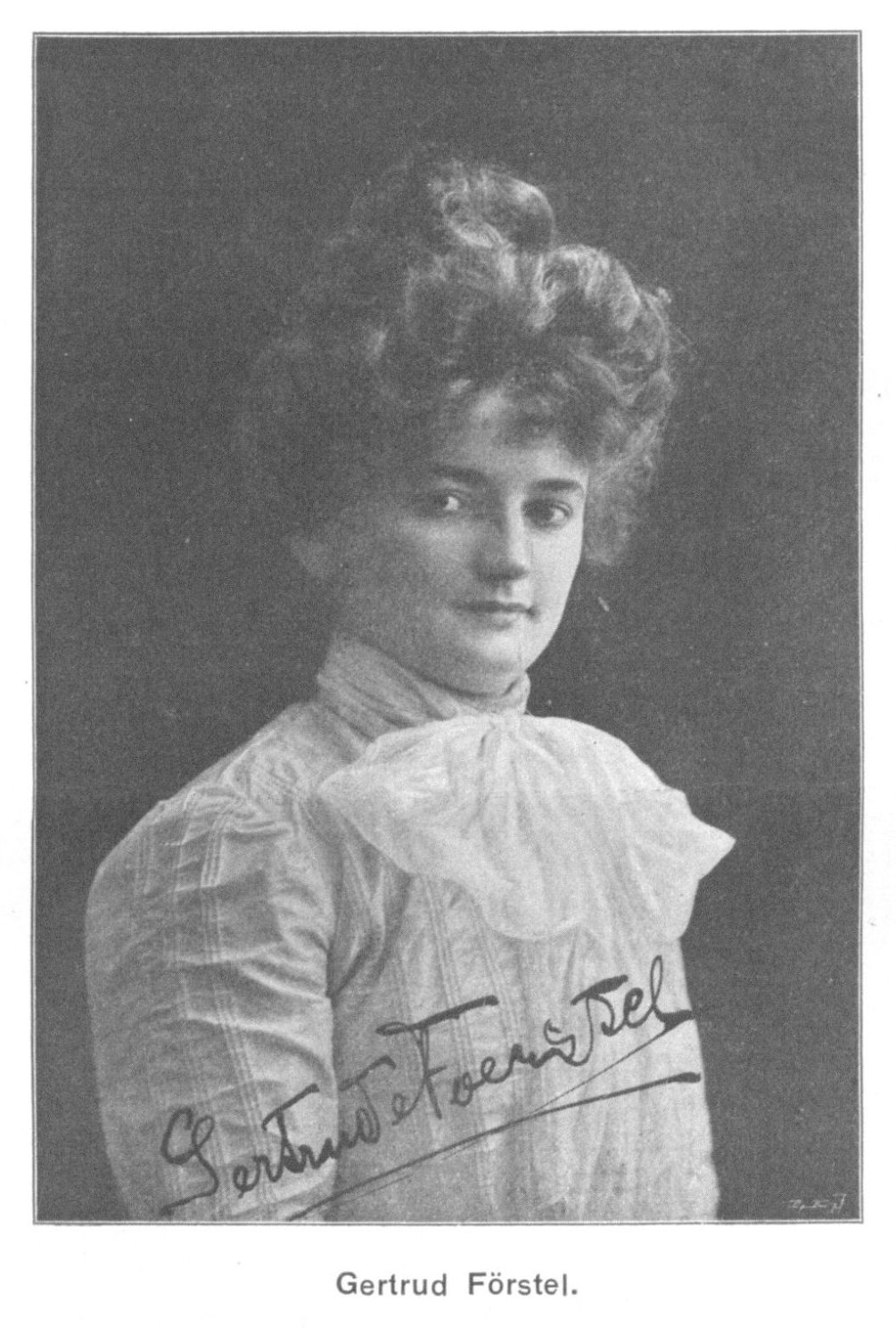
Gertrud Förstel (1902)

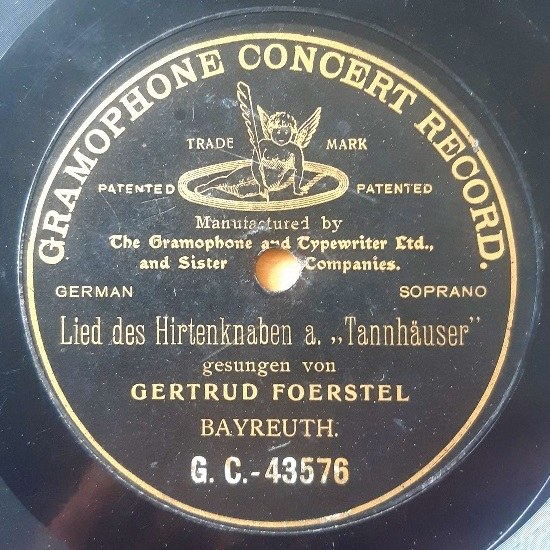
Schallplatte von Gertrud Förstel (Bayreuth 1904)

Gertrud Förstel, auch Gertrude Förstel (4. Dezember 1876 (abweichend 21. Dezember 1880) in Leipzig – 7. Juni 1950 in Bad Godesberg) war eine deutsche Opernsängerin (Sopran) und Gesangspädagogin.

## Leben
Förstel, die Tochter des Gewandhausorchestergeigers Eduard Förstel, war eigentlich als Pianistin bestimmt. Sie absolvierte zwischen 1891 und 1897 das Leipziger Konservatorium, wo sie u. a. von Oscar Paul und Adolf Ruthardt unterrichtet wurde. 1897 debütierte sie als Pianistin vor Publikum in Werdau.
Angelo Neumann jedoch fiel ihre Stimme auf, und er ließ sie – auf seine Kosten – in Berlin bei Bertha Niklas-Kempner und in Dresden bei Aglaja Orgeni ausbilden. Ihr Debüt gab sie am 1. September 1900 am Landestheater Prag als „Amine“ in Bellinis Nachtwandlerin.
Am 11. April 1905 gastierte sie an der Wiener Hofoper („Sulamith“, Die Königin von Saba). Vom 1. September 1906 bis 31. Januar 1912 war sie im Verband der Hofoper Wien (ihr Debüt gab sie am 4. September 1906 als „Mignon“). Von 1904 bis 1912 war sie des Öfteren bei den Bayreuther Festspielen eingeladen.
Ab 1912 bis zum Ende ihrer Gesangskarriere arbeitete sie ausschließlich als Konzertsängerin und war danach als Gesangspädagogin an der Kölner Musikhochschule tätig.
Besonders berühmt war sie für ihr Sopransolo in Mahlers 4. Symphonie.
Gertrude Förstel hinterließ Schallplatten für G&T (Prag 1903 und 1906, Bayreuth 1904), Pathé (Wien 1909) und Grammophon (Berlin 1925).

## Schüler (Auswahl)
- Anny Helm (1903–1993), Sopranistin
- Ilse Hollweg (1922–1990), Sopranistin
- Aga Joesten (1904–1996), Sopranistin
- Marianne Warneyer (1907–1982), Sopranistin